# Jorge Pellicena
 (mai 2025).
Si vous disposez d'ouvrages ou d'articles de référence ou si vous connaissez des sites web de qualité traitant du thème abordé ici, merci de compléter l'article en donnant les références utiles à sa vérifiabilité et en les liant à la section « Notes et références ».
Jorge Pellicena Morer est un joueur espagnol de volley-ball né le 30 août 1994 à Saragosse (province de Saragosse). Il mesure 1,73 m et joue libero.

## Clubs
| Club         | De        | À   |
| ------------ | --------- | --- |
| CV Saragosse | 2010-2011 | ... |

## Palmarès
Néant.